# Hoden (Lebensmittel)

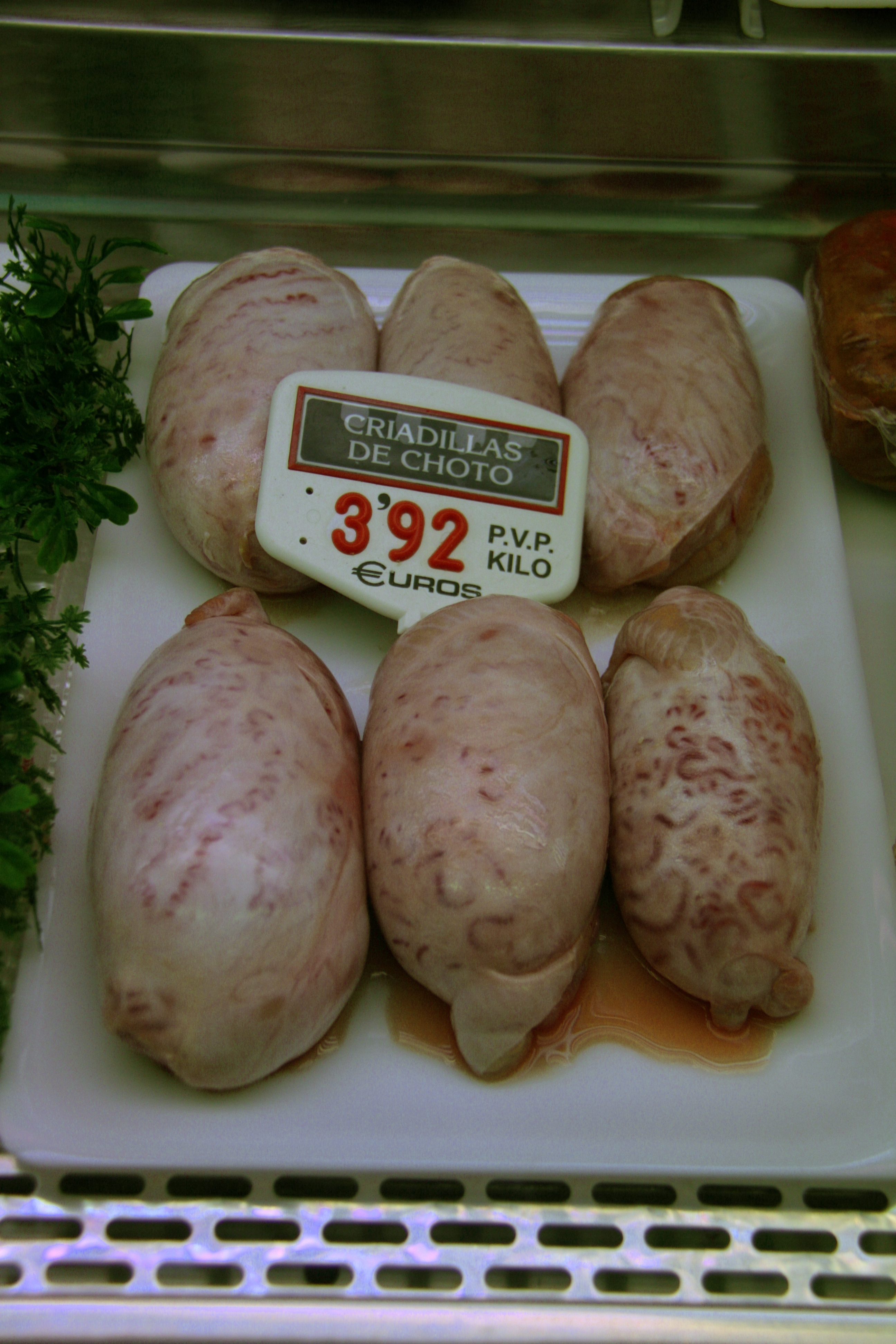
Ziegenbockhoden auf einem Markt in Spanien

Hoden verschiedener Tierarten zählen zu den Innereien und sind generell essbar. In Mitteleuropa ist ihre Verwendung in der Küche heute unüblich, war früher jedoch relativ verbreitet. Da die meisten männlichen Schafe und Rinder von den Viehhaltern im Frühjahr kastriert wurden, wurden in dieser Jahreszeit traditionell Lamm- und Stierhoden zubereitet, meistens gegrillt oder gebraten.
Englische Kochbücher des 17. bis 19. Jahrhunderts enthalten verschiedene Rezepte, vor allem für Lammhoden, teilweise auch als Frikassee. Im Englischen werden Lammhoden oft als Lamb Fries bezeichnet, im Französischen als rognons blancs („weiße Nieren“). In den USA sind Stierhoden bekannt als „Prairie Oysters“ oder „Rocky Mountain Oysters“. In alten englischen Kochbüchern ist auch von „stones“ (Steinen) die Rede. Rezepte gibt es auch für die Hoden des Hahns; die kastrierten Hähne werden als Kapaune gemästet. „Hoden werden weiterhin in vielen Ländern gegessen, vielleicht speziell in Spanien, Italien und im Orient, und ihre Identität wird fast überall durch Euphemismen verschleiert.“

## Stierhoden
Stierhoden, auch Stierheberl  bzw. Stierbeutel, manchmal auch Spanische Nieren genannt, sind die Hoden des männlichen Rindes. In Deutschland sind sie gemäß der Fleisch-Hygiene-Verordnung zum Verzehr zugelassen, spielen jedoch für den menschlichen Verzehr kaum mehr eine Rolle. Dagegen werden sie in Südeuropa, in verschiedenen Regionen der USA und im Nahen Osten in vielfältiger Form als Speisen zubereitet. In Spanien, aber auch in vielen südamerikanischen Ländern, sind sie ein beliebtes Gericht, das criadillas genannt wird. Die in Streifen geschnittenen Hoden werden scharf gebraten und mit Zwiebel und Knoblauch sowie Weißwein gewürzt.
In den USA werden sie als Rocky Mountain Oysters oder Prairie Oysters („Prärie-Austern“) bezeichnet und vor allem im amerikanischen Westen, in der Region der Rocky Mountains gegessen. 
Ihnen wurden vor allem in der Vergangenheit potenzfördernde Wirkungen zugesprochen. In manchen Regionen gelten sie auch heute noch als Delikatesse. „Das Essen von Stierhoden kann interpretiert werden als der männliche Versuch, sich die Kräfte des Stiers anzueignen. Ein Festival, das dies zelebriert als raison d'être, wird im Umkehrschluss zu einer Zelebrierung von Männlichkeit.“
In Montana und in Phoenix finden alljährlich spezielle Festivals statt, auf denen massenweise Stierhoden gegessen werden. In Eagle in Idaho gibt es im Juni die angeblich weltweit größte Veranstaltung dieser Art, genannt Rocky Mountain Oyster Feed. Diesen Anspruch erhebt aber auch das Testicle Festival in Clinton bei Missoula in Montana.
Zu Zeiten der früheren Hausschlachtung behielt sich der Schlachter die Hoden zumeist selbst vor.
In getrocknetem Zustand finden sie vor allem als Futter für Hunde Verwendung.

## Abbildungen

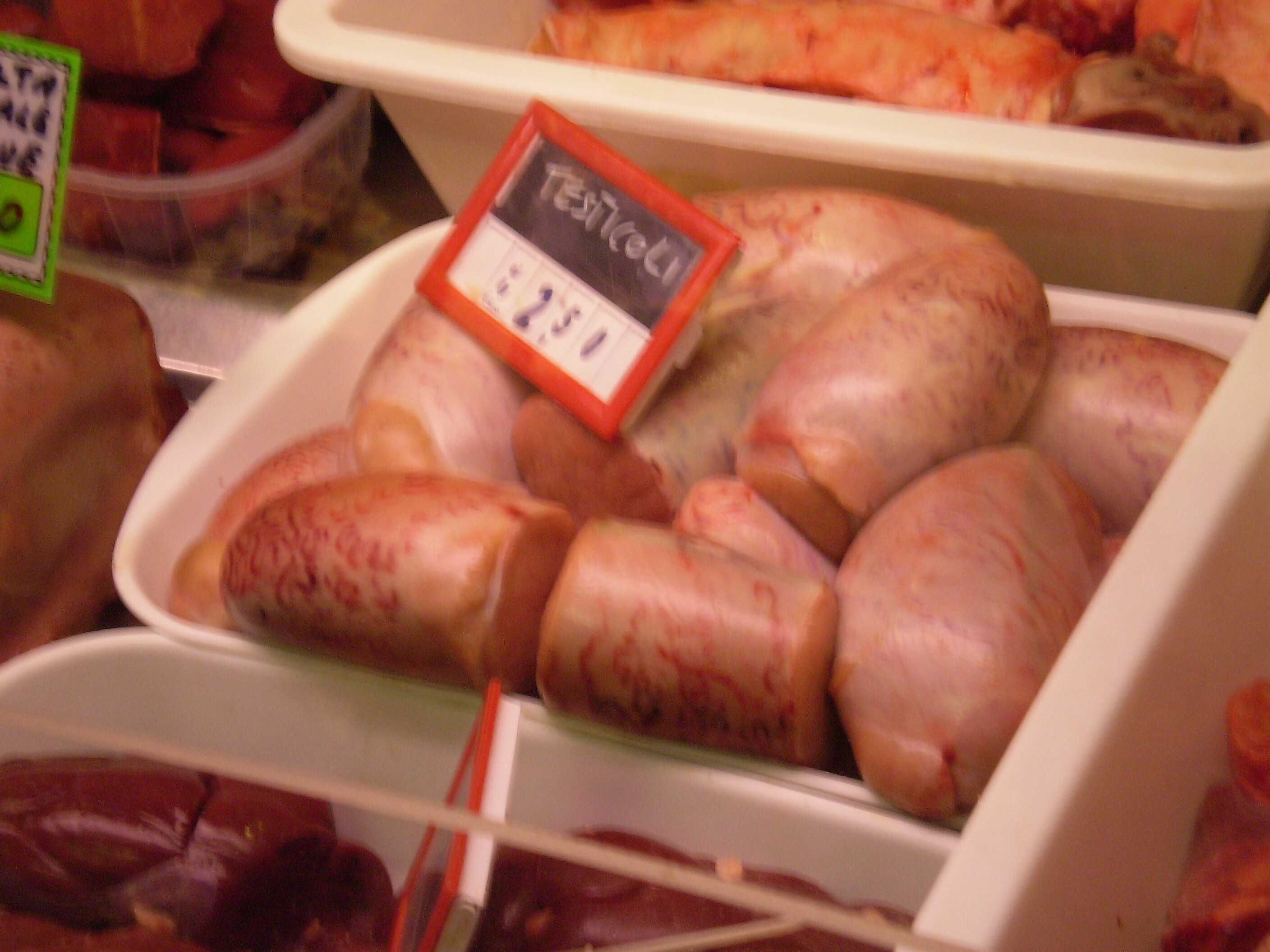
Rinderhoden auf einem Markt in Italien
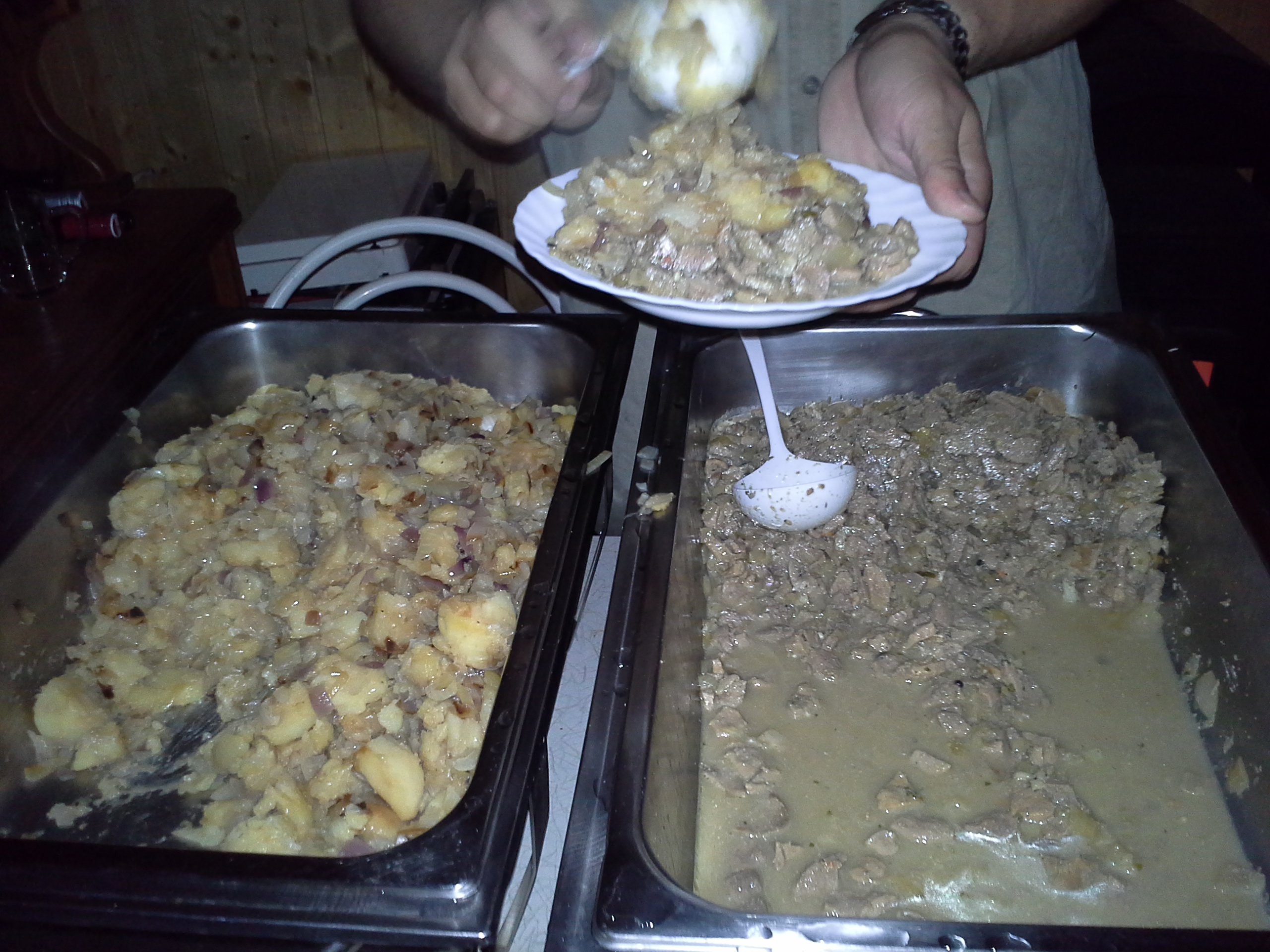
Eintopf aus ca. 15 Rinderhoden (rechter Behälter)

## Trivia
Im Film Knockin’ on Heaven’s Door bestellen Rudi und Martin im Hotel Stierhoden, ohne zu wissen, worum es sich handelt.